# Who's Harry Crumb?
Who's Harry Crumb? is een Amerikaanse komediefilm uit 1989 onder regie van Paul Flaherty.

## Verhaal
Harry Crumb is een telg uit een beroemde detectivefamilie, maar zijn praktijk is allesbehalve druk beklant. Wanneer het model Jennifer Downing, dochter van de miljonair P.J. Downing, in Beverly Hills wordt ontvoerd, neemt P.J. op advies van kennis Eliot Draisen contact op met Harry om de zaak op te lossen. Omdat Eliot zelf achter de ontvoering zit, stelt hij de incapabele Harry aan om schijn te wekken dat er hard aan de ontvoering wordt gewerkt. Hij wordt bijgestaan door Jennifers jongere zus Nikki, die betrekkelijk slimmer is dan Harry. 
Op een dag ontdekt hij dat P.J.'s vrouw Helen een affaire heeft met de tennisinstructeur Vince Barnes en concludeert dat de femme fatale wel iets te maken moet hebben met de ontvoering. Helen wordt begeerd door Eliot, maar zij bewaart haar lichaam voor de hoogste bieder. Ze doet samen met haar minnaar meerdere pogingen om haar man om te brengen, zodat ze zelf beslag kan leggen op het losgeld. Deze plannen mislukken en uiteindelijk wordt het geld overhandigd aan Eliot. Hij doet een poging om met het geld te vluchten naar Buenos Aires, maar Helen steelt de koffer van hem en stapt samen met Vince aan boord van het vliegtuig. Harry en Nikki zitten hen echter op de hielen en weten ook aan boord van het vliegtuig te komen. Na een confrontatie worden Helen en Vince gearresteerd. Niet veel later wordt ook Eliot in de boeien geslagen. Jennifer wordt bevrijd en herenigd met haar familie.

## Rolverdeling
| Acteur          | Personage        |
| --------------- | ---------------- |
| John Candy      | Harry Crumb      |
| Jeffrey Jones   | Eliot Draisen    |
| Annie Potts     | Helen Downing    |
| Tim Thomerson   | Vince Barnes     |
| Barry Corbin    | P.J. Downing     |
| Shawnee Smith   | Nikki Downing    |
| Renée Coleman   | Jennifer Downing |
| Valri Bromfield | Detective Casey  |

## Ontvangst
De film werd door de Nederlandse pers slecht ontvangen. De recensent van het NRC Handelsblad klaagde dat de film "getuigt van weinig originaliteit" en voegde daaraan toe dat de regisseur Paul Flaherty de "capriolen van John Candy handig, maar zonder veel fantasie in beeld" brengt. Criticus van De Waarheid omschreef de film als "een komedie die niet grappig is en derhalve niets om het, in dit geval omvangrijke, lijf heeft. De recensent van De Telegraaf velde het oordeel: "Je moet een échte detective zijn om in deze brij van opgelegde flauwiteiten nog iets leuks te ontdekken."